# Miss Dorothy har Tandpine
Miss Dorothy har Tandpine er en amerikansk stumfilm fra 1910 af Frank Powell.

## Medvirkende
- Mary Pickford - Bessie
- Mack Sennett - Tom
- Kate Bruce
- W. Chrystie Miller